# Delomerista diprionis
Delomerista diprionis là một loài tò vò trong họ Ichneumonidae.